# Cao Cao

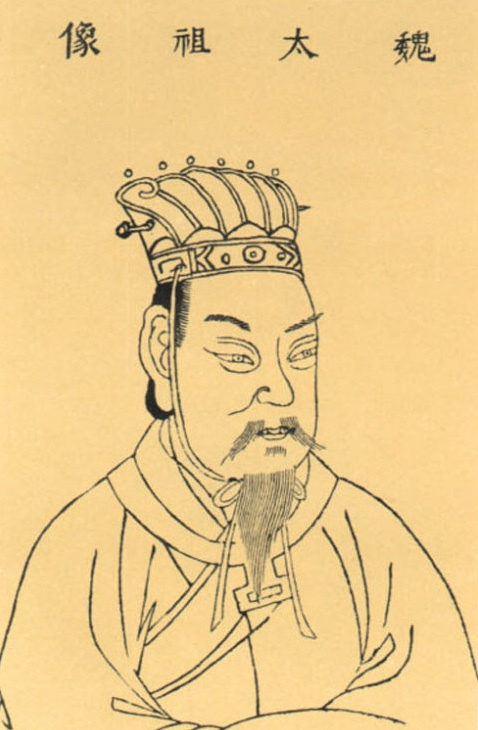
Tekening van Cao Cao.

Cáo Cāo (曹操), uitgesproken als "Tsau Tsau", (ook wel Mengde) (ca. 155–220) was een Chinese generaal na de Han-dynastie ten tijde van de Drie Koninkrijken, later eerste minister van Han. Zijn vader Cao Song was de adoptiefzoon van de eunuch Cao Teng. Cao Cao werd de vader van Cao Pi en Cao Chong. Hij legde het fundament voor wat later het Koninkrijk Wei zou worden.
Ook was hij dichter.

## Vroege loopbaan en Gele Tulbandenopstand (175–188)

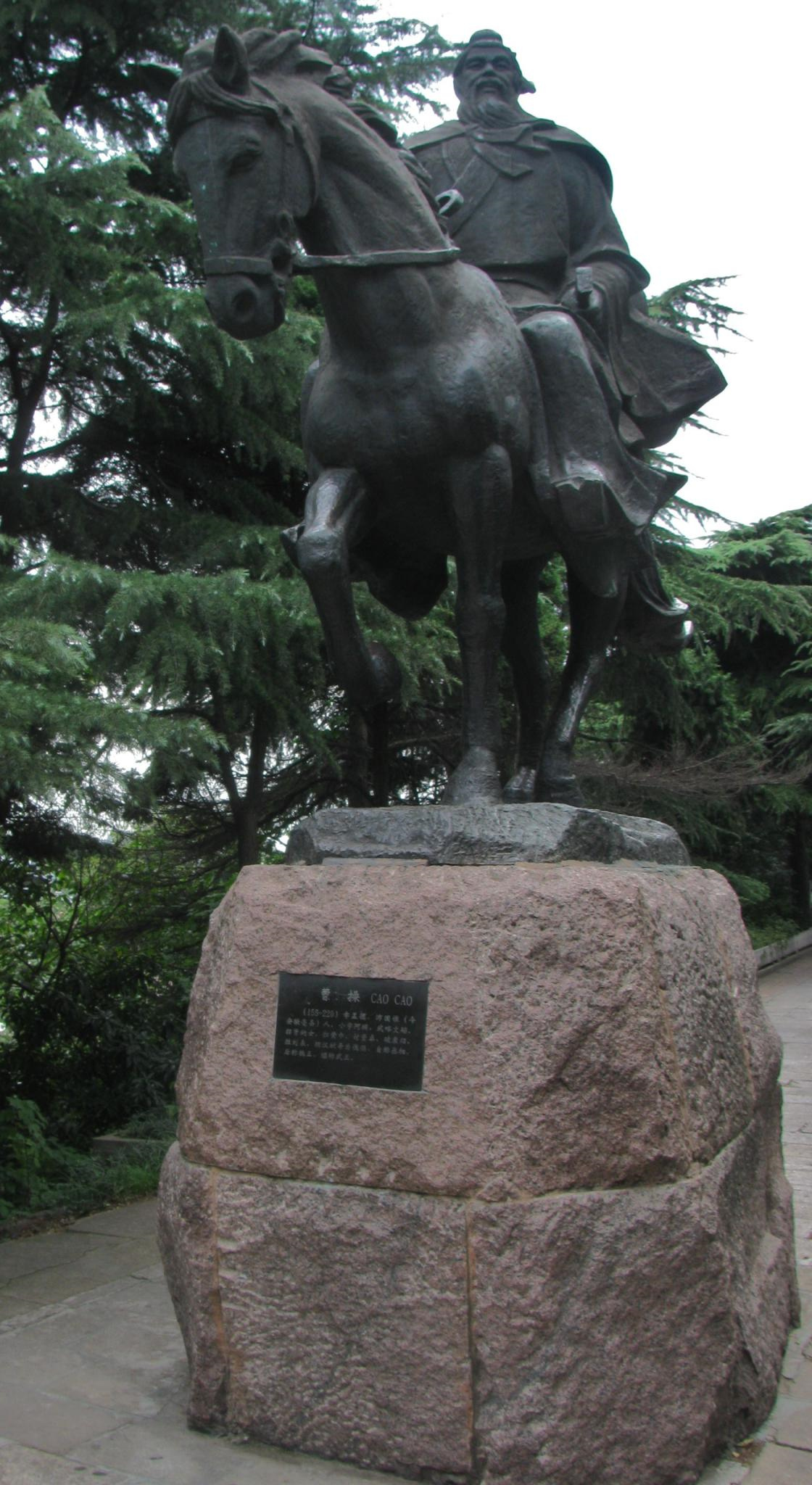
Standbeeld van Cao Cao in Wuhan

Op 20-jarige leeftijd werd Cao Cao aangesteld als districtkapitein in de keizerlijke hoofdstad Luoyang. Bij zijn aanstelling plaatste hij rijen veelkleurige schandpalen buiten zijn kantoorgebouw en beval zijn ondergeschikten om iedereen te geselen die de wet overtrad, ongeacht hun status. Een oom van Jian Shuo, destijds een van de machtigste eunuchen onder keizer Ling, werd door Cao's mannen opgepakt toen hij 's avonds door de stad lopend het uitgaansverbod negeerde, waarop hij werd gegeseld. Jian Shuo en andere ambtsdragers besloten Cao Cao daarop weg te promoveren naar het graafschap Dunqiu als gouverneur en hem zo uit de keizerlijke hoofdstad te verwijderen. Cao Cao behield dit ambt iets langer dan een jaar en werd ontslagen in 178 omdat hij een verre verwant was van de in ongenade gevallen keizerin Song. Rond 180 keerde Cao Cao terug naar het hof als raadgever (議郎) en presenteerde twee memoranda tegen de invloed van de eunuchen aan het hof en overheidscorruptie gedurende zijn termijn, met beperkt effect.
Bij het uitbreken van de Gele Tulbandenopstand in 184 diende Cao Cao in het Han-leger. Hij werd teruggeroepen naar Luoyang en aangesteld tot ritmeester (騎都尉) en naar Yingchuan gestuurd in de provincie Yu om de opstand te onderdrukken. Samen met andere generaals zoals Liu Bei en Sun Jian vocht hij tegen de rebellen, die uiteindelijk werden verslagen. Cao had succes en werd naar Ji'nan (濟南) gestuur als kanselier (相) om de verspreiding van de invloed van de Gele Tulbanden te voorkomen. In Ji'nan handhaafde Cao Cao agressief het verbod op onorthodoxe religies, vernietigde heiligdommen en ondersteunde het confucianisme van de staat. Hij maakte zich hiermee impopulair bij de machtige families in de regio en in 187 nam hij ontslag met ziekte als excuus, omdat hij bang was dat hij zijn eigen familie in gevaar had gebracht. Hij kreeg de positie van administrator van de prefectuur Dong (東郡) aangeboden, maar weigerde en keerde terug naar huis in het graafschap Pei. Rond die tijd probeerde Wang Fen (王芬) Cao Cao te rekruteren voor een staatsgreep tegen keizer Ling en om de Markies van Hefei te installeren, maar Cao Cao weigerde. Het complot liep op niets uit en Wang Fen doodde zichzelf.

## Coalitie tegen Dong Zhuo (189–191)
Na 18 maanden een teruggetrokken leven te leiden, keerde Cao Cao in 188 terug naar de hoofdstad Luoyang. Dat jaar werd hij aangesteld tot Kolonel die het Leger Schikt (典軍校尉), de vierde in bevel van acht commandanten van een nieuw opgericht keizerlijk Leger van de Westelijke Tuin. De strijdmacht werd nooit getest en het volgende jaar alweer opgeheven. Dat jaar, 189, overleed keizer Ling en werd opgevolgd door zijn oudste zoon, de 13-jarige keizer Shao, hoewel de staatsmacht primair in handen van kwam van consorte He (zijn moeder) en haar adviseurs. Haar broer, Hoofdgeneraal He Jin, smeedde in het najaar van 189 samen met Yuan Shao een samenzwering om de Tien Eunuchen ten val te brengen. He Jin riep de versterking in van de geoefende generaal Dong Zhuo uit de provincie Liang, die met een leger naar Luoyang zou komen om consorte He te dwingen de eunuchen te executeren. Echter, nog voordat Dong Zhuo arriveerde, werd He Jin vermoord door de eunuchen en Luoyang werd in chaos geworpen toen Yuan Shao's medestanders en troepen tegen de eunuchen vochten. Dong Zhuo's leger sloeg met gemak elke weerstand neer rondom de paleizen.

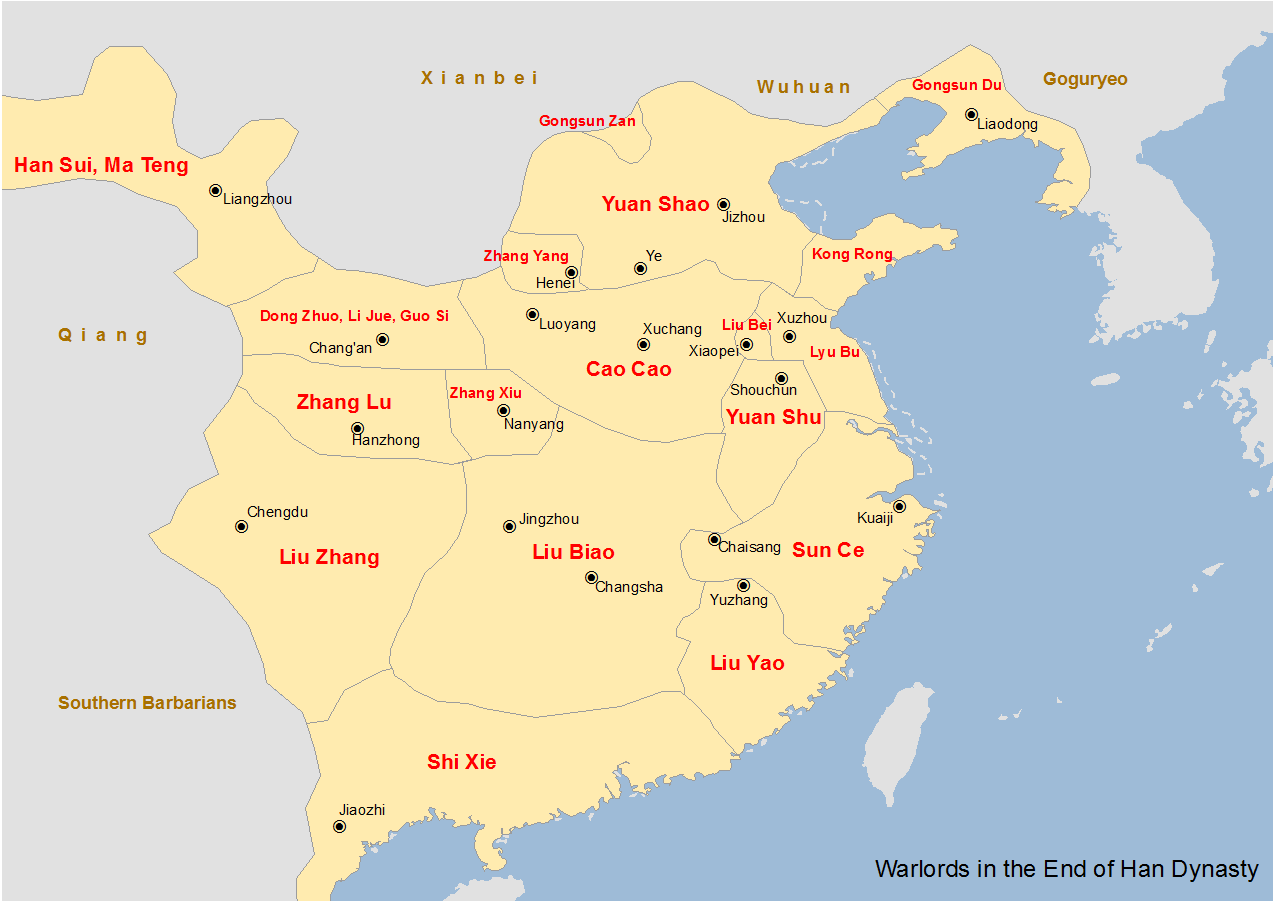
Kaart van de grote krijgsheren in de jaren 190, waaronder Cao Cao.

Dong Zhuo werd benoemd tot keizerlijk beschermheer, maar greep al snel de macht en zette keizer Shao af ten gunste van keizer Xian, die hij capabeler achtte. Hij bood Cao Cao een ambt aan, die voor deze eer bedankte. Cao Cao keerde terug naar zijn geboorteplaats Chenliu om een leger op te bouwen. Daarna liet hij door heel China een oproep tot verdrijving van Dong Zhuo uitgaan, waar veel krijgsheren en nobelen op reageerden. Samen vormden zij een verbond en kozen Yuan Shao als leider. Dong Zhuo kon hier niet tegenop, zette op 9 april 190 de hoofdstad Luoyang in brand en vluchtte met de gevangen Han-keizer Xian naar de stad Chang'an. De krijgsheren, vooral Sun Jian, boekten enige successen tegen hem, maar konden hem niet verslaan. Uiteindelijk viel de coalitie uit elkaar en keerden allen terug naar hun eigen streek, waar velen hun eigen staat probeerden op te richten. China verviel in burgeroorlog, Dong Zhuo werd in 192 vermoord door Lü Bu, die verdreven werd door Li Jue en Guo Si.

## Opkomst als krijgsheer (191–199)

### Verovering van Yan (191–195)
In 191 werd Cao Cao aangesteld als prefect van Dong (Dongjun). Middels korte en kleinschalige oorlogen slaagde Cao Cao erin om zijn macht verder uit te breiden. Hij werd de gouverneur van de provincie Yan in 193 en sloeg een opstand van Gele Tulbanden neer in de provincie Qing. In 193 en 194 voerde Cao Cao twee bloederige strafexpedities uit tegen de provincie Xu, omdat hij gouverneur Tao Qian verantwoordelijk hield voor de moord op zijn vader Cao Song; tijdens de twee veldtochten werden tienduizenden onschuldige burgers gedood.
Tijdens zijn afwezigheid greep Lü Bu de kans om vrijwel de gehele provincie Yan te bezetten. Cao Cao haastte zich terug en voerde een verbeten strijd tot eind 195 om de provincie te heroveren.

### Verovering van Xu, Yu en Sili (196–199)
Cao Cao vocht en sloot afwisselend bondgenootschappen met Liu Bei, Lü Bu, Liu Biao en diens vazal Zhang Xiu, Yuan Shu en anderen. Hij veroverde stapsgewijs de provincies Xu, Yu en Sili in de periode 196–199.
Na enkele jaren wist keizer Xian in 196 uit Chang'an te ontsnappen en terug te keren naar Luoyang. Hij vroeg Cao Cao om hem te beschermen, die een leger zond om de keizer naar Xuchang te escorteren, aangezien Luoyang niet veilig meer was. In de nieuwe hoofdstad Xuchang groeide Cao Cao's macht met zijn aanstelling tot Eerste Minister, terwijl de keizer niet meer dan zijn marionet werd. Ding Yuan kwam in de zomer van 198 in opstand tegen Li Jue en Guo Si, waarna hij zich aansloot bij Cao Cao; daarmee kwam ook het westelijk deel van de provincie Sili rondom Chang'an in zijn machtsbereik.

## Oorlog met Yuan Shao (200–207)
Naarmate Cao Cao's macht groeide, werd een confrontatie met Yuan Shao (een jeugdvriend van hem) onvermijdelijk. Yuan beheerste de vier noordelijke provincies Ji, Qing, Bing en You, had een veel sterker leger en grotere rijkdom. Hij was echter een besluiteloos man die te vaak de raad van zijn adviseurs negeerde. In 200–202 vocht Cao Cao met Yuan Shao een lange oorlog uit, die hij won nadat hij in de Slag bij Guandu het tij wist te keren. Yuan Shao overleed in 202, maar zijn zonen bleven nog enige jaren strijd leveren, zowel tegen Cao Cao als onderling over de successie van hun vader, tot zij rond 207 definitief werden geëlimineerd. Gao Gan, een neef van Yuan Shao en gouverneur van de provincie Bing, liep in 203 over naar Cao Cao. De provincie Ji viel in 204 aan Cao Cao na een langdurige belegering van de hoofdstad Ye. In januari en februari 205 voerde Cao Cao slag met Yuan Tan om Nanpi en veroverde de provincie Qing. Gao Gan kwam in 205 in opstand, maar in 206 versloeg en doodde Cao Cao hem en annexeerde Bing definitief. Najaar 207 behaalde Cao Cao een glansrijke overwinning in de Slag om de Wittewolvenberg (白狼山之戰). Yuan Shang en Yuan Xi vluchtten naar Gongsun Kang, krijgsheer in Liaodong, die hen echter doodde en hun hoofden naar Cao Cao zond als teken van zijn trouw, waarmee de provincie You ook nominaal onder Cao Cao's gezag viel. Hiermee beheerste Cao Cao geheel Noord-China, met de meeste inwoners en rijkdom die ook al het langst door Chinezen werden bewoond, in tegenstelling tot de zuidelijker en westelijker provincies die dunner bevolkt en recenter veroverd en gekoloniseerd waren. Cao Cao's staat in wording zou uiteindelijk het Koninkrijk Wei gaan heten.

## Op naar Drie Koninkrijken (208–220)
In 207 begon Cao Cao een jacht op Liu Bei, die met zijn leger en volgelingen naar het opkomende rijk van Sun Quan in het Zuiden vluchtte, het latere Koninkrijk Wu. Cao Cao achtervolgde hem en verzamelde een enorme vloot. In 208 kwam het tot de grote slag bij de Rode Muur (Chi Bi), die Cao Cao verloor. Liu Bei veroverde hierna westelijk China en stichtte er in de provincies Jing en Yi zijn eigen Koninkrijk Shu, zodat China nu verdeeld was in drie rijken.
De volgende jaren werd Cao Cao tweemaal (209 en 216) aangevallen door Wu bij de stad Hefei, maar beide keren wist hij de vijand tegen te houden. Na de overwinning in 216 noemde hij zichzelf de 'Koning van Wei'. Maar ook Shu liet hem niet met rust, en versloeg in 217 zijn neef Xiahou Yuan en in 219 belegerde de Shu-generaal Guan Yu de stad Xiangyang (zie Beleg van Fancheng). Door hulp van Wu te vragen slaagde Cao Cao er toch in Shu te verslaan. Dit was de laatste overwinning van Cao Cao, want hij overleed in 220.

## Dichtwerk[7]
Als dichter bereikte Cao Cao vooral beroemdheid door zijn invloed op de Jian'an stijl. Ook zijn zonen Cao Pi en Cao Zhi namen dit over. De rustige, levensmoede teneur van de poëzie in deze tijd is karakteristiek voor het einde van de Han-dynastie. De gedichten gaan vaak over de eindigheid en kortheid van het leven en vormen een verbinding tussen de vroege volksliederen en de geleerde poëzie. Een van zijn beroemdste gedichten is het achtlettergrepige (zie het Chinees hieronder, ieder teken is een lettergreep) "Ook al heeft de schildpad een lang leven", die Cao Cao in de herfst van zijn eigen leven schreef:
| 神龜雖壽 猶有竟時 騰蛇乘霧 終為土灰 老驥伏櫪 志在千里 烈士暮年 壯心不已 盈縮之期 不但在天 養怡之福 可得永年 幸甚至哉 歌以咏志 | Wanneer de schildpad ook onverklaarbaar lang leeft, zijn zijn dagen toch geteld. Wanneer gevleugelde slangen door de lucht vliegen, moeten ze uiteindelijk tot as worden. Een oud slachtpaard kan in de stal staan, toch zal het duizend Li galopperen. En een edel mens in late jaren geeft nooit de trotse droom op. De levenstijd van de mens, lang of kort, hangt niet alleen van de hemel af. Wie goed is en vrolijk blijft, kan lang leven. Daarom, met vreugdig hart, neurie ik dit lied. |

## Het graf van Cao Cao
Volgens de krant China Daily van 28 december 2009 is het vermoedelijke graf van Cao Cao gevonden. Het graf is 740 vierkante meter groot, en bevindt zich vlak bij de stad Anyang in de provincie Henan, Het graf bevatte meer dan 250 voorwerpen naast de stoffelijke resten van drie mensen: een man van rond de zestig jaar (vermoedelijk Cao Cao), een vrouw van ongeveer vijftig en een vrouw van tussen de twintig en 25 jaar oud.

## Cao Cao's nalatenschap
Zijn zoon Cao Pi volgde hem op als eerste minister van Han, maar die besloot de Han-keizer, die al jaren niets meer te zeggen had, eindelijk van de troon te stoten en het Wei-rijk te stichten, dat zijn vader min of meer had opgebouwd. Door het werk wat Cao Cao gedaan had werd later, volgens velen, het machtigste van de Drie Koninkrijken. Overwinnen deed het echter niet, in het jaar 265 betrad Sima Yan, kleinzoon van Sima Yi, de troon en beëindigde hij Wei en richtte hij Jin op met het door Wei gewonnen land. De reden dat Wei werd beëindigd was vanwege enkele interne zwakke punten die op den duur fataal zouden worden.
Het Chinese spreekwoord 说曹操(到)，曹操(到)到 (shuō Cáo Cāo, Cáo Cāo dào; traditioneel Chinees: 說曹操，曹操到) is het Chinese equivalent van het spreekwoord "als je van de duivel spreekt, trap je op zijn staart".
- Bibsys: 10082692
- Bibliothèque nationale de France: cb124695614 (data)
- CiNii: DA06491255
- Gemeinsame Normdatei: 119012898
- International Standard Name Identifier: 0000 0000 8179 8501
- Library of Congress Control Number: n81035237
- Bibliotheek van het Japanse parlement: 00498973
- Nationale Bibliotheek van Tsjechië: jx20060719001
- Nationale bibliotheek van Australië: 36730562
- Nationale Bibliotheek van Israël: 987007269017805171
- Nationale en Universitaire bibliotheek Zagreb: 000456641
- Nederlandse Thesaurus van Auteursnamen: 140315837
- Réseau des bibliothèques de Suisse occidentale: 02-A024277274
- LIBRIS: 216269
- Système universitaire de documentation: 033884080
- Trove: 1438432
- Virtual International Authority File: 112501523
- WorldCat: E39PBJwhxJXCrhbmrhTJydBMfq